# Dohrniphora intrusa
Dohrniphora intrusa är en tvåvingeart som beskrevs av Borgmeier 1923. Dohrniphora intrusa ingår i släktet Dohrniphora och familjen puckelflugor. Inga underarter finns listade i Catalogue of Life.